# Temmenu
Temmenu is een studioalbum van Steve Jolliffe. Temmenu is een album dat muziek bevat dat al in 1985 was uitgegeven als zijn zesde album. Destijds verscheen het als Voices alleen op muziekcassette om te verkopen tijdens concerten en waarschijnlijk via postorder. In 1996 verscheen Voices als Temmenu op de markt.
Voices/Temmenu bestaat slechts uit één track Voices, dat 48:00 minuten in beslag neemt. Voices verwijst naar Pythagoras, die een link legde tussen muziek en het heelal. Het verwantschap tussen de planeten etc. omschreef hij als Muziek van de ruimte. Temmenu is een verwijzing naar het hemellichaam, dat de Babyloniërs de naam Temennu gaven. Zij zagen het als middelpunt van het universum. Het is een heldere ster van het Zevengesternte, later werd de ster Alcyone genoemd.   